# عبد الرازق جلغاف البرعصي
عبد الرزاق جلغاف البرعصي هو مقاوم ليبي ينحدر من قبيلة البراعصة ومن أسرة كانت لها علاقات مميزة مع الأسرة السنوسية التي ينحدر منها ملك ليبيا السابق محمد إدريس السنوسي، قاوم الاحتلال الإيطالي إلى جانب الشهيد عمر المختار الملقب بأسد الصحراء، ويوصف بأنه آخر رفاقه.
ولد عام 1907 في مدينة البيضاء شرق ليبيا، وتوفي فيها يوم 27-2-2017.